# Senele Dlamini
Senele Dlamini (sinh ngày 1 tháng 4 năm 1992) là một vận động viên bơi lội Swazi, người chuyên về các sự kiện tự do và ngửa. Cô đại diện cho quốc gia Swaziland của mình tại Thế vận hội Mùa hè 2008, hoàn thành trong số 65 vận động viên bơi lội hàng đầu ở nội dung 50 m tự do.
Dlamini đã nhận được lời mời toàn cầu từ FINA để thi đấu với tư cách là một nữ vận động viên bơi lội đơn độc cho đội Swaziland ở nội dung 50 m tự do tại Thế vận hội Mùa hè 2008 ở Bắc Kinh. Bơi ở bên ngoài trong bốn nhiệt, Dlamini đã phá vỡ rào cản 28 giây để giành vị trí thứ hai với thành tích tốt nhất trong cuộc đời cá nhân là 28,70, nhưng đã tụt lại sau người chiến thắng Ximene Gomes của Mozambique hơn nửa giây. Dlamini đã thất bại trong trận bán kết, khi cô đã xếp thứ 61 trong 92 vận động viên trong các vòng loại.